# Jan Radoliński

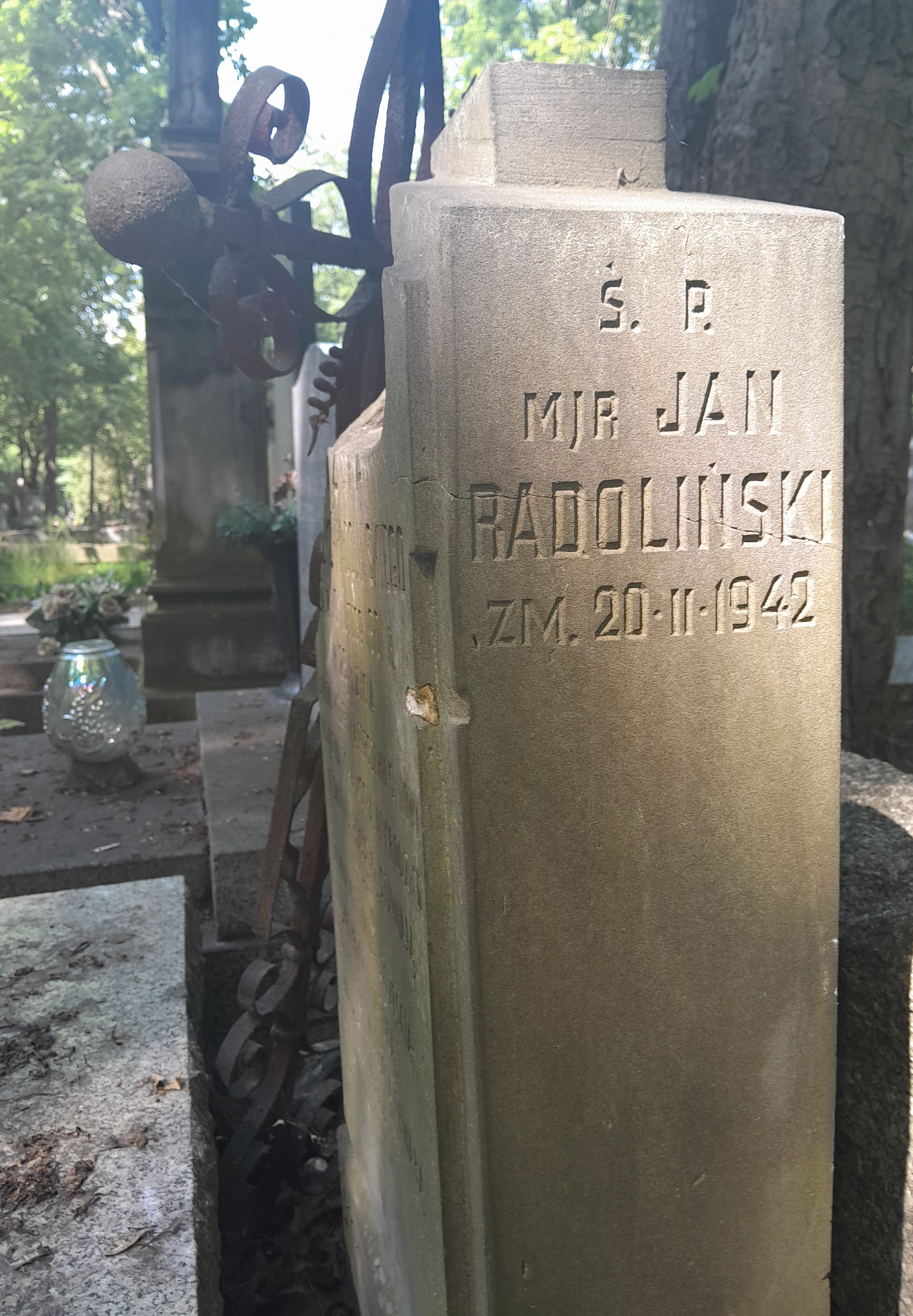
Grób mjr. Jana Radolińskiego na Starych Powązkach.

Jan Wojciech Maksymilian Radoliński (ur. 24 czerwca 1897 w Warszawie, zm. 20 lutego 1942) – major dyplomowany piechoty Wojska Polskiego II Rzeczypospolitej, kawaler Orderu Virtuti Militari.

## Życiorys
Syn Józefa i Marii z domu Loegler. Do szkół uczęszczał w Warszawie, gdzie w 1914 ukończył siedmioklasową szkołę realną i zdał maturę. Służył w armii rosyjskiej, do której został wcielony 24 sierpnia 1914. W toku walk I wojny światowej był 3-krotnie ranny (dwukrotnie pod Baranowiczami i raz na Wileńszczyźnie). W armii carskiej służył do dnia 26 października 1917, awansując do stopnia podkapitana. Działał w Związku Wojskowych Polaków w Rosji. Do 25 maja 1918 jako ranny leczył się w moskiewskim szpitalu. Po wyleczeniu wstąpił do polskich oddziałów na Murmaniu (Samodzielny Oddział Murmański w 5 Dywizji Strzelców Syberyjskich). W dniu 2 lipca 1918 został przez gen. Józefa Hallera przemianowany na stopień kapitana. Pod koniec grudnia 1918 w randze kapitana dowodził plutonem karabinów maszynowych w tychże oddziałach (potem został dowódcą kompanii karabinów maszynowych), a w styczniu 1919 objął stanowisko zastępcy dowódcy oddziału. Wyróżnił się w trakcie walk na froncie kolejowym Archangielsk-Wołogda (maj-lipiec 1919), szczególnie podczas akcji zatrzymania pociągu transportującego zrewoltowane wojska „białych” Rosjan. Na mocy dekretu Naczelnego Wodza z 30 lipca 1920 został przyjęty (jako oficer z grupy byłych armii gen. Hallera) do Wojska Polskiego, z zatwierdzeniem posiadanego stopnia kapitana w piechocie jako warunkowego i zaliczony do Rezerwy Armii z jednoczesnym powołaniem do służby czynnej na czas wojny, aż do demobilizacji. Na mocy rozkazu ministra spraw wojskowych, gen. por. Józefa Leśniewskiego, otrzymał wówczas przydział do 64 pułku piechoty. Od 15 lutego do 31 lipca 1920 zajmował stanowisko dowódcy Batalionu Zapasowego 64 pp. Następnie, do 27 sierpnia 1920, dowodził batalionem w 4 Pomorskim pułku piechoty, a do dnia 5 października 1920 zajmował stanowisko oficera łącznikowego w dowództwie 4 Dywizji Piechoty. Od 6 października 1920 do 17 kwietnia 1921 pełnił obowiązki dowódcy I batalionu 18 pułku piechoty. Dekretem Naczelnego Wodza Wojska Polskiego wydanym 19 sierpnia 1920 zatwierdzony został z dniem 1 kwietnia 1920 w stopniu kapitana w piechocie.
Za dokonane podczas wojny polsko-bolszewickiej czyny męstwa i wykazaną odwagę (w dniu 14 sierpnia 1920 dowodząc czasowo 4 Pomorskim pułkiem strzelców, składającym się z 2 i 3 batalionu, podczas bitwy nad Wkrą poprowadził brawurowy kontratak na odcinku Borkowo-Błędowo i zepchnął nieprzyjaciela do jego pozycji wyjściowych) odznaczony został Krzyżem Srebrnym Orderu Virtuti Militari, co potwierdzone zostało dekretem Wodza Naczelnego marszałka Józefa Piłsudskiego L. 2864 z dnia 13 kwietnia 1921 (opublikowanym w Dzienniku Personalnym Ministerstwa Spraw Wojskowych Nr 16 z dnia 23 kwietnia 1921).
Na dzień 1 czerwca 1921 pełnił służbę w 18 pułku piechoty, będąc w tym czasie oddelegowanym na kurs wyższych dowódców. Decyzją z 12 grudnia 1921 Naczelnik Państwa i Naczelny Wódz zezwolił kpt. Radolińskiemu na przyjęcie i noszenie alianckiego medalu „de la Victoire”. W dniu 3 maja 1922 został zweryfikowany w stopniu kapitana ze starszeństwem od dnia 1 czerwca 1919 i 260. lokatą w piechocie (służył wówczas nadal w 18 pp). W tym samym roku został przeniesiony do 15 pułku piechoty w Dęblinie i przydzielony do 28 Dywizji Piechoty w Warszawie na stanowisko I oficera sztabu. 1 listopada 1922 został „powołany do służby Sztabu Generalnego z prawem jednorocznego doszkolenia w Wyższej Szkole Wojennej”. Od tego czasu przysługiwał mu, obok stopnia wojskowego, tytuł „przydzielony do Sztabu Generalnego”.
W roku 1923 zajmował 213. lokatę pośród kapitanów korpusu piechoty. Z dniem 2 listopada 1923 został przydzielony przez ministra spraw wojskowych gen. broni Stanisława Szeptyckiego (jako nadetatowy oficer 15 pp) z 28 DP do macierzystego 15 pułku piechoty, z jednoczesnym odkomenderowaniem na jednoroczny III Kurs Doszkolenia 1923/24 w warszawskiej Wyższej Szkole Wojennej (kurs odbywał się w dniach od 2 listopada 1923 do 15 października 1924). Z dniem 15 października 1924, po ukończeniu kursu i otrzymaniu dyplomu naukowego Oficera Sztabu Generalnego, został przydzielony do 1 Dywizji Piechoty Legionów w Wilnie na stanowisko szefa sztabu (pozostawał w tym czasie oficerem nadetatowym 15 pułku piechoty). Z dniem 10 listopada tego roku został odkomenderowany do Oddziału IV Sztabu Generalnego na stanowisko komisarza transportowego – na okres 5 miesięcy. Po powrocie z odkomenderowania (z dniem 15 kwietnia 1925) ponownie objął funkcję szefa sztabu 1 DP Legionów.
Rozporządzeniem Prezydenta Rzeczypospolitej Stanisława Wojciechowskiego wydanym 1 grudnia 1924 nadano mu rangę majora ze starszeństwem od dnia 15 sierpnia 1924 i 72. lokatą w korpusie oficerów piechoty. Prezes Rady Ministrów Władysław Grabski zarządzeniem z 4 marca 1925 odznaczył majora S.G. Jana Radolińskiego (z 15 pułku piechoty) Srebrnym Krzyżem Zasługi nr 267 – za „szczególne zasługi położone w dziedzinie organizacji i administracji armji Rzeczypospolitej Polskiej”, co ogłoszono w Monitorze Polskim z 17 marca 1925. Z dniem 23 października 1925 został przeniesiony ze stanowiska szefa sztabu 1 DP Legionów do 30 pułku piechoty, w którym objął dowodzenie nad III batalionem.
9 sierpnia 1926 ogłoszono rozporządzenie ministra spraw wojskowych o przeniesieniu majora SG Jana Radolińskiego, w korpusie oficerów piechoty, z 30 pułku piechoty do 72 pułku piechoty i wyznaczeniu go na stanowisko dowódcy II batalionu w tymże pułku. Funkcję tę piastował od dnia 9 sierpnia 1926 do dnia 17 marca 1927. Następnie przydzielono mjr. Radolińskiego, bez prawa do należności za przesiedlenie, do Oddziału III Sztabu Generalnego (na stanowisko oficera sztabu Inspektora Armii – gen. dyw. Jana Romera). Na mocy zarządzenia ministra spraw wojskowych marszałka Józefa Piłsudskiego, opublikowanego w dniu 31 października 1927, przeniesiony został (jako nadetatowy oficer 72 pp) z dniem 13 listopada 1927 z Oddziału III Sztabu Generalnego Wojska Polskiego do 84 pułku piechoty na stanowisko dowódcy I batalionu. W roku 1928 pełniąc obowiązki dowódcy I batalionu 84 pp z Pińska zajmował 62. lokatę wśród majorów korpusu piechoty ze swego starszeństwa. Następnie został przeniesiony (w korpusie oficerów piechoty) z 84 pp do 14 pułku piechoty z Włocławka, i z dniem 4 marca 1929 r. rozpoczął służbę na stanowisku dowódcy II batalionu. W marcu 1930 przeniesiono mjr. Radolińskiego z 14 pp do Okręgowej Dyrekcji Kolei Państwowych w Radomiu na stanowisko delegata Sztabu Głównego WP (służbę w nowym miejscu przydziału rozpoczął z dniem 4 kwietnia 1930 r.). W roku 1930 zajmował 105. lokatę wśród wszystkich majorów korpusu piechoty (była to zarazem 30. lokata w swoim starszeństwie), a na dzień 15 kwietnia 1931 klasyfikowany był na 10. pozycji pośród majorów dyplomowanych piechoty ze swego starszeństwa. W roku 1932 zajmował 19. lokatę w swoim starszeństwie w grupie majorów korpusu piechoty i nadal pełnił służbę jako delegat Sztabu Głównego WP przy Okręgowej Dyrekcji Kolei Państwowych w Radomiu (drugim delegatem Sztabu Głównego przy radomskiej dyrekcji PKP był kpt. sap. Stefan Karpowicz). Na dzień 1 lipca 1933 wciąż piastował stanowisko delegata Sztabu Głównego WP przy radomskiej Okręgowej Dyrekcji PKP i zajmował 46. lokatę wśród wszystkich majorów korpusu piechoty (była to 16. lokata w swoim starszeństwie). Za „pracę w dziele odzyskania niepodległości” mjr dypl. Jan Radoliński został, na mocy zarządzenia Prezydenta Rzeczypospolitej Ignacego Mościckiego z dnia 4 listopada 1933 roku, odznaczony Krzyżem Niepodległości.
W dniu 7 czerwca 1934 ogłoszono jego przeniesienie (w korpusie oficerów piechoty) ze stanowiska delegata Sztabu Głównego przy Dyrekcji Okręgowej Kolei Państwowych w Radomiu do 1 Batalionu Strzelców, na stanowisko dowódcy tejże jednostki (nowe stanowisko objął z dniem 27 marca 1934). Jako dowódca 1 Batalionu Strzelców zajmował jednocześnie stanowisko Komendanta Garnizonu Chojnice oraz kierownika oddziałów PW i WF w powiatach chojnickim, sępoleńskim i tucholskim. 1 Batalionem Strzelców dowodził do dnia 20 listopada 1934. W tym czasie był negatywnie opiniowany przez Inspektora Armii – gen. dyw. Aleksandra Osińskiego (opinia z 22 października 1934). Pod koniec grudnia 1934 ogłoszono zwolnienie Jana Radolińskiego ze stanowiska dowódcy 1 Batalionu Strzelców (z zachowaniem dotychczasowego dodatku służbowego), z równoczesnym oddaniem do dyspozycji dowódcy Okręgu Korpusu Nr VIII i pozostawieniem w garnizonie Chojnice. 21 marca 1935 ogłoszono przeniesienie (w korpusie oficerów piechoty) mjr. Radolińskiego z dyspozycji dowódcy OK Nr VIII do dyspozycji dowódcy Okręgu Korpusu Nr I, z pozostawieniem dotychczasowego dodatku służbowego (w dyspozycji dowódcy OK Nr I major Radoliński pozostawał już od stycznia 1935). Z dniem 30 kwietnia 1935 został przeniesiony w stan spoczynku. W roku 1938 mieszkał w Rembertowie.
W trakcie kampanii wrześniowej posiadał przydział mobilizacyjny do sztabu w Warszawie. 16 września 1939 został w Otwocku wzięty przez Niemców do niewoli, w której przebywał w Stalagu I A Stablack.
Zmarł 20 lutego 1942. Został pochowany na cmentarzu Powązkowskim w Warszawie (kwatera 263).
Jan Radoliński był żonaty z Wandą Zajdler. Ich synem był Andrzej Józef Ignacy (ur. 29 lipca 1924, zm. 25 kwietnia 1940 w Warszawie).

## Ordery i odznaczenia
- Krzyż Srebrny Orderu Wojskowego Virtuti Militari nr 2395[11][47]
- Krzyż Walecznych (dwukrotnie)[38]
- Krzyż Niepodległości (4 listopada 1933)[48]
- Srebrny Krzyż Zasługi (4 marca 1925)[49][27]
- Medal Pamiątkowy za Wojnę 1918–1921[50]
- Medal Dziesięciolecia Odzyskanej Niepodległości[50]
- Krzyż Wojenny[r] (Francja)[51]
- Krzyż Wojskowy[s] (Wielka Brytania)[32]
- Order Wybitnej Służby[t] (Wielka Brytania)[32]
- Medal Pamiątkowy Wielkiej Wojny (Francja)[50]
- Medal Zwycięstwa („Médaille Interalliée”)[14][22]
- Odznaka dyplomowanych oficerów Sztabu Generalnego II Rzeczypospolitej[52]
- Odznaka pamiątkowa 15 pułku piechoty[52]
- Odznaka Pamiątkowa Więźniów Ideowych[u]